# Lethrinops albus
Lethrinops albus là một loài cá thuộc họ Cichlidae. Nó là loài đặc hữu của Lake Malawi.